# Bleptina bogesalis
Bleptina bogesalis är en fjärilsart som beskrevs av Walker 1859. Bleptina bogesalis ingår i släktet Bleptina och familjen nattflyn. Inga underarter finns listade i Catalogue of Life.